# Roger de Lacy
Roger de Lacy (Ewyas, c. 1062-ibidem, c. 1106) fue un noble anglonormando, señor de Lassy y Weobley. Hijo primogénito de Walter de Lacy y Emmeline, una hija de Roberto II de Normandía. Custodio de las marcas fronterizas galesas y constructor del castillo de Ludlow. Heredó de su padre Castle Frome y también era señor de Ocle Pychard en Herefordshire, Icomb Place y Edgeworth Manor. Posiblemente también heredó las salinas de Droitwich y poseía el castillo de Almeley y el castillo de Eardisley. Tuvo un señorío inestable en Ewias Lacy, ahora conocido como el castillo de Longtown, en la actual frontera galesa, así como posesiones en Berkshire, Gloucestershire, Worcestershire, Herefordshire y Shropshire. Todo ello se atestigua y está registrado en el Libro Domesday (1086). Recibía las concesiones y prebendas directamente de la corona.

## La rebelión de los barones
Roger de Lacy tomó parte en la rebelión de 1088 contra Guillermo Rufus levantando un ejército de galeses, normandos e ingleses desde las tierras de la marca galesa junto a Roger II de Montgomery, Raúl de Mortimer y Bernard de Neufmarché. Tomaron Hereford, quemaron Gloucester y saquearon Worcestershire. Cuando amenazaban la ciudad de Worcester, sus habitantes organizaron la resistencia y, liderados por el obispo Wulfstan de Worcester, tomaron por sorpresa a sus atacantes y los derrotaron. Volvió a tomar parte en una segunda revuelta en 1095 que también fracasó y le obligó a exiliarse ese mismo año.
El señorío de Weobley pasó a manos de su hermano Hugo de Lacy (m. 1105) hasta su muerte sin herederos, luego las tierras pasaron a manos de Pain fitzJohn, Josce de Dinan y Miles de Gloucester.

## Herencia
Se casó con una dama de nombre desconocido y fruto de esa relación nació Gilbert de Lacy, quien dedicó mucho esfuerzo en recuperar las propiedades de Longtown y Ludlow. Gilbert fue caballero templario en Tierra Santa, donde fue uno de los comandantes contra Nur ad-Din a principios de la década de 1160.